# Lex Frisionum
Die Lex Frisionum (lateinisch für das Gesetz der Friesen) ist eine Sammlung frühmittelalterlicher Rechtsvorschriften aus dem 8. Jahrhundert. In ihr werden Regeln aus dem  überlieferten friesischen Strafrecht gesammelt und mit oktroyierten  (aufgezwungenen) fränkischen Gesetzen in einer Übersicht zusammengefasst. Die Sprache der frühesten Version der Lex Frisionum ist Latein.

## Geschichte
Im frühen Mittelalter siedelten die Friesen an der Nordseeküste in Friesland, das damals von der Rheinmündung in den heutigen Niederlanden nordostwärts bis zur Elbe und von der Eider hinauf an die Vidå in Dänemark reichte. Die Friesen waren in losen Stammesverbänden organisiert ohne eine dauerhafte zentrale Herrschaft. Der fränkische Herrscher Pippin der Mittlere eroberte 690/695 den westlichen Teil Frieslands (bis Dorestad und Utrecht) und ermöglichte damit den Beginn der Christianisierung der Friesen. Die Christianisierung schritt auch dann weiter, als in den folgenden Jahrzehnten die Franken immer wieder zwischenzeitlich die Herrschaft über Friesland verloren. Schließlich eroberte Karl der Große 785 durch seinen Sieg über die Sachsen endgültig Friesland einschließlich der östlichen Gebiete, jedoch mit Ausnahme des nördlich der Eider liegenden Nordfrieslands.
Karl der Große schaffte alle Stammesherzogtümer im fränkischen Reich ab, bewilligte allerdings den einzelnen Stämmen eine gewisse Eigenständigkeit. So waren die Freien unter den Friesen berechtigt, ihren Podestaten selbst zu wählen. Im Rahmen dieser Neuordnung des Reiches veranlasste Karl eine Aufzeichnung aller Stammesgesetze, so auch desjenigen der Friesen.
Das genaue Jahr der Aufzeichnung der Lex Frisionum ist nicht ganz geklärt. Als frühester Zeitpunkt wird das Jahr 785 angegeben, in dem Friesland von den Franken erobert wurde. Als spätester Zeitpunkt wird 802/803 genannt, als auf dem Reichstag zu Aachen die germanischen Stammesgesetze festgeschrieben wurden. Außerdem ordnete Karl der Große auf diesem Reichstag die Aufnahme spezieller Vorschriften für den Klerus in die Gesetzesbücher an, welche in der Lex Frisionum noch vollständig fehlten. Wie bei anderen überlieferten Stammesgesetzen fehlt auch hier jeder Hinweis auf die Identität der Autoren.
Es gibt keine originalen Aufzeichnungen der Lex Frisionum. Der früheste Hinweis auf sie findet sich bei Johannes Basilius Herold, der 1557 alte germanische Stammesrechte aus der Zeit Karls des Großen in einer Sammlung festhielt („Antiquitates Germanicae“). Allerdings muss Herold eine ältere Kopie zur Verfügung gestanden haben, die verloren gegangen ist.

## Aufbau
Die Lex Frisionum ist ein Strafgesetzbuch, das für jede einzelne Tat ein genaues Strafmaß festlegt, welches in der Regel aus einer Geldsumme besteht.
Es ist davon auszugehen, dass die Originalfassung der Lex Frisionum wie auch bei anderen germanischen Rechtstexten keinerlei Unterteilungen in Form von Kapiteln und Nummerierungen aufwies. Viele der Regeln und Gesetze kommen zudem doppelt und mehrfach vor. In der durch Herold überlieferten Fassung wurde durch diesen selbst eine Einteilung vorgenommen, die bis heute für Referenzen auf den Text üblich ist. Danach unterteilt sich die Lex Frisionum in zwei Abschnitte. Der erste Abschnitt heißt „Et haec est simpla compositio“ („Und dies sind die einfachen Geldstrafen“) und ist in 22 Kapitel eingeteilt, die jeweils einem eigenen Thema gewidmet sind: von Totschlag, über Diebstahl und Hochzeit bis zu Entführung. Der zweite Abschnitt ist mit „Additio Sapientum“ („Ergänzungen der Weisen“) überschrieben und behandelt in elf Kapiteln Themen von Fehden bis zur Weihe eines Heiligtums.

## Bedeutung
Die Lex Frisionum ist die einzige Quelle aus dem frühen Mittelalter Frieslands und darüber hinaus eine der wenigen schriftlichen Quellen aus dieser Epoche weltweit. Die Friesen besaßen keine Schrift oder setzten diese nicht ein, so dass schriftliche Aufzeichnungen erst mit der Christianisierung einsetzten. Die Lex Frisionum bietet daher einen knappen Einblick in die Begebenheiten einer ansonsten für uns im Verborgenen liegenden Epoche:
Die Lex Frisionum galt für nahezu ganz Friesland. Allerdings werden in ihr verschiedene Regionen unterschieden. Ausdrücklich gilt sie für den zentralen Teil Frieslands (ungefähr das Gebiet der heutigen Provinz Friesland in den Niederlanden). Abweichende Regeln werden an einigen Stellen für zwei benachbarte Gebiete gemacht:
- das Gebiet zwischen den Flüssen Zwin und Vlie (im Süden der Niederlande bzw. im Norden Belgiens) sowie
- das Gebiet zwischen den Flüssen Lauwers und Weser, also ungefähr das Gebiet der heutigen niederländischen Provinz Groningen und Ost-Frieslands in Nordwestdeutschland.

Dies belegt eine sehr frühe Teilung der friesischen Gebiete, welche bis heute Bestand hat. Der Geltungsbereich erstreckte sich nicht auf das heutige Nordfriesland, das zur Zeit der Abfassung des Gesetzes erst am Beginn seiner friesischen Besiedlung stand und außerhalb des fränkischen Herrschaftsgebietes lag.
Großer Wert wird in der Lex Frisionum auf den Status der betroffenen Personen gelegt, nach dem sich dann auch die Höhe der Strafe bemisst. Vier verschiedene Stände kommen vor:
- die Edlen (nobilis),
- die Freien (liber),
- die Diener oder Halbfreien (litus),
- die Sklaven (servus).

Ein Klerus oder ein anderer heiliger Stand wird nicht genannt.
Erstaunlicherweise wird in der Lex Frisionum kein Unterschied bei der Tötung einer Frau und der eines Mannes gemacht. Dies ist deshalb ungewöhnlich, weil in anderen germanischen Gesetzestexten normalerweise einer Frau ein höherer Wert als einem Mann zugesprochen wurde, da sie durch ihre Fähigkeit Kinder zu bekommen für die Sippe oder den Stamm von größerer Bedeutung war. Anders in der Lex Frisionum, die damit Parallelen zu angelsächsischen Gesetzestexten aufweist.
Von zentraler Bedeutung ist das Wergeld, eine Summe, die für die Tötung oder Verwundung eines Opfers an dessen Angehörige gezahlt werden muss. Genau wird festgelegt, wie viel welcher Teil der Familie erhält.
In der Lex Frisionum sind viele Hinweise auf die frühe christliche Religion enthalten: Das Schwören auf christliche Reliquien, die Sonntagsruhe oder das Verbot, Sklaven an Heiden zu verkaufen. Aber auf der anderen Seite enthält sie auch, ungewöhnlich für Dokumente aus dieser Zeit, noch Hinweise auf die alten heidnischen Gebräuche. Zu den grausamsten Abschnitten gehört hier sicherlich das Recht der Eltern, ein neugeborenes Kind zu töten. Des Weiteren werden drakonische Strafen für die Entweihung eines Tempels genannt.

## Beispiele
Anmerkung: 1 Solidus entsprach vermutlich 3,9 Gramm Gold.
- I 1: „Si nobilis nobilem occiderit LXXX solidos componat; de qua mulcta duae partes ad heredem occisi, tertia ad propinquos eius proximos pertineat.“ (Übersetzung: Wenn ein Edler einen anderen Edlen tötet, hat er 80 Solidus zu zahlen. Von dieser Wiedergutmachung gehören zwei Teile den Nachkommen des Opfers und ein Teil der übrigen Familie.)
- XIX: „Si quis patrem suum occiderit, perdat hereditatem, quae ad eum pertinere debebat.“ (Übersetzung: Wenn jemand seinen Vater tötet, verliert er alle Erbschaften, die sonst ihm gehören würden.)
- Add. XI 1 „Qui fanum effregerit, et ibi aliquid de sacris tulerit, ducitur ad mare, et in sabulo, quod accessus maris operire solte, finduntur aures eius, et castratur, et immolatur Diis quorum templa violavit.“ (Übersetzung: Wenn jemand in ein Heiligtum einbricht und heilige Gegenstände stiehlt, soll er zur See gebracht werden, und auf dem Sandstrand, der von der Flut bedeckt sein wird, werden seine Ohren abgeschnitten, und kastriert wird er dem Gott geopfert, dessen Tempel er entweihte.)